# Chalou-Moulineux
Chalou-Moulineux is een gemeente in het Franse departement Essonne (regio Île-de-France) en telt 397 inwoners (2005). De plaats maakt deel uit van het arrondissement Étampes.

## Geografie
De oppervlakte van Chalou-Moulineux bedraagt 10,5 km², de bevolkingsdichtheid is 37,8 inwoners per km².
De onderstaande kaart toont de ligging van Chalou-Moulineux met de belangrijkste infrastructuur en aangrenzende gemeenten.

## Demografie
Onderstaande figuur toont het verloop van het inwonertal (bron: INSEE-tellingen).